# توريتا
توريتا (بالإيطالية: Torretta)‏ هي بلدية في مقاطعة باليرمو في صقلية الإيطالية.

## السكان
في سنة 1861 بلغ عدد السكان 3٬396 نسمة، وتطور العدد ليصل في سنة 2011 لـ 4٬141 نسمة.
يظهر هذا المخطط البياني تطور النمو السكاني لـ توريتا